# 岩川友太郎
岩川 友太郎（いわかわ ともたろう、安政元年12月8日（1855年1月25日） - 昭和8年（1933年）5月2日）は日本の教育者、動物学者。分類学的手法に基づく貝類目録を、日本で初めて上梓したことでも知られる。東京帝国大学卒。。

## 来歴
陸奥国弘前（現青森県弘前市） にて、父豊吉、母いちの長男として生まれる。豊吉は貧しい表具師であったが、祖父は国文学者として津軽藩校で教鞭を執っていた。生活苦のため寺に小僧に出されたものの、叔父岩川藤兵衛の伝手を頼り、15歳で藩の海軍局へ入局、機関学を学ぶこととなる。
藩校で英語を学んだ後、当時新設されたばかりの東奥義塾（1872年11月27日創設）にて英語教師に就く。宣教師として弘前に赴任したチャールズ・ウォルフ（東北地方初の米人英語教師でもある）から英語の指導を受けるが、語学力向上を目的に東京外国語学校（現東京外国語大学）に進学。同校卒業後は開成学校及び東京大学にも進学を果たす。
東大では生涯の恩師となる、大森貝塚発見で名高いエドワード・S・モースに出会い、モースの直弟子となる。モースは日本に初めて生物学を導入しているが、後任のチャールズ・オーティス・ホイットマンからも厚き薫陶を受け、貝類学の研究に励む。
1881年東大理学部生物学科を卒業。同学科初の卒業生であった。
東京高等師範学校（現筑波大学）を経て、1898年には女子高等師範学校（現お茶の水女子大学）教授に着任、日本の貝類研究の草分け的存在となった。女子高師では動物、生理および衛生の授業を担当、後に同校の名誉教授に就く。
1933年5月2日死去。

## 親族
岩川家は弘前藩の馬廻を務める士族であったが、家督の問題で没落した。
祖父・神 文右衛門（士族、弘前藩藩校稽古館校長）
父・岩川 豊吉（弘前藩士族）
母・悗子（盛美園で有名な大地主清藤家出身）
妻・さた（1871年<明治4年>生まれ、中村力養母）
叔父・岩川 藤兵衛（弘前藩士族）
長男・信夫（1897年<明治30年>生まれ、専修大学卒、安田銀行員）
次男・貫二（1902年<明治35年>生まれ）
三男・徹夫（1905年<明治38年>生まれ、明治大学法科卒）
長女・ゑい（1888年<明治21年>生まれ、長野県士族、陸軍士官学校卒、折井衡中佐嫁）
二女・清子（1892年<明治25年>生まれ、山梨県、三菱製鋼会社員、砂田索平嫁）
四女・すみ（1900年<明治33年>生まれ、茨城県、海軍兵学校卒、海軍少将、皇族附武官浅野新平嫁）
六女・悦子（1910年<明治43年>生まれ、三女力の養子）
孫・折井一（1920年<明治43年>生まれ、東京帝国大学工学部卒、陸軍少佐）
孫・浅野博（1930年<昭和5年>生まれ、東京高等師範学校卒、筑波大学名誉教授）
岳父・折井房之（長野県士族、教育者、遠縁に画家の武井武雄）
遠縁・清藤盛美（尾上銀行取締役）

## 栄典
位階
- 1900年（明治33年）11月10日 - 従五位[6]
- 1919年（大正8年）1月30日 - 正四位[7]

勲章等
- 1896年（明治29年）12月25日 - 勲六等瑞宝章[8]

## エピソード
- ゴキブリは江戸時代より「ゴキカブリ」（御器かぶり）とも呼ばれていたが、岩川も編纂に加わった『生物学語彙』（1884年刊行）では、ゴキカブリを意味する「蜚蠊」という漢語に一ヶ所誤って「ゴキブリ」というルビが振られてしまう。以後この和名が各種出版物にも転載されることにより、定着したという[9]。

## 主著
- 『動植物採集標本製作法』（普及舎、1884年）
- 『新撰動物教科書』（大日本図書、1905年）
- 『鳩の解剖』（東京動物学会、1905年）
- 『理科学講義 生理学』（東京理科学会、1907年）
- 『生理綱要』（水野書店、1915年）
- 『日本産蛤類目録』（日本動物学会、1916年）